# Siegfried Lemke
Siegfried "Wumm" Lemke (ur. 7 kwietnia 1921 w Schivelbein), zm. 18 grudnia 1995) – niemiecki as Luftwaffe odznaczony Krzyżem Rycerskim podczas II wojny światowej. W czasie wojny stoczył od 70 do 96 powietrznych pojedynków, które kończyły się zwycięstwami.

## Nagrody i odznaczenia
- Flugzeugführerabzeichen
- Frontflugspange
- Ehrenpokal der Luftwaffe (31 marca 1944)
- Krzyż Żelazny
  - Drugiej klasy
  - Pierwszej klasy
- Złoty Krzyż Niemiecki (3 kwietnia 1944)
- Krzyż Rycerski (14 czerwca 1944) jako Oberleutnant i Staffelführer 1./Jagdgeschwader 2 "Richthofen"